# 彦坂匡克
彦坂 匡克（ひこさか まさかつ、1991年1月18日 - ）は、ラグビーユニオンの選手。2023-24シーズンまで、ジャパンラグビーリーグワントヨタヴェルブリッツに所属した。

## プロフィール
- 愛知県豊橋市出身[1]。
- ポジションはウィング(WTB)。
- 身長 177 cm、体重 92 kg
- 7人制日本代表に選ばれている。
- U20日本代表に選ばれたことがある[2]。
- 双子の弟圭克もラグビー選手でチームメイト。

## 略歴
小学1年生からラグビーを始めた。
2009年、春日丘高校卒業後、筑波大学に入る。なお春日丘高校時代、主将を務めた。
2013年、筑波大学卒業後、トヨタ自動車ヴェルブリッツ(現・トヨタヴェルブリッツ)に加入。また同年のユニバーシアード競技大会の7人制日本代表に選ばれた。なお同年9月1日に行われたジャパンラグビートップリーグ第1節の豊田自動織機シャトルズ戦に先発出場で公式戦初出場を果たす。
2014年のアジア大会では7人制日本代表に選出され、金メダル獲得に貢献。
2016年、リオデジャネイロオリンピックの7人制日本代表に選ばれた。
2021年、東京五輪の7人制日本代表内定選手に選ばれた。
2024年5月、11期在籍したトヨタヴェルブリッツを退団。